# Федеральный резервный банк Бостона

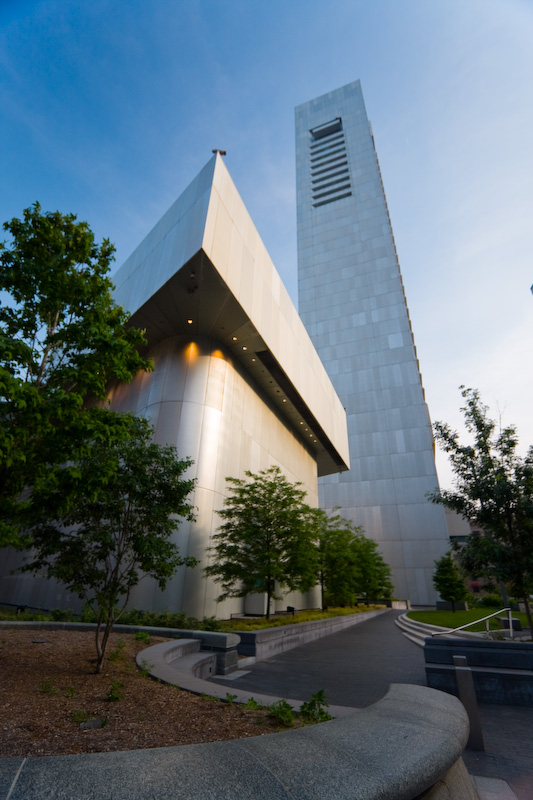
Здание Федерального резервного банка Бостона

Федеральный резервный банк Бостона (англ. Federal Reserve Bank of Boston; Boston Fed) — один из двенадцати банков, которые вместе образуют Федеральную резервную систему США. Федеральному резервному банку Бостона присвоена буква-идентификатор — А. Город расположения — Бостон.

## Предназначение Федерального резервного банка Бостона

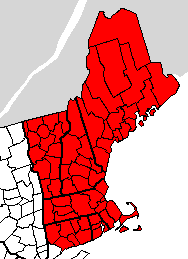
Карта подчиненности Федеральному резервному банку Бостона

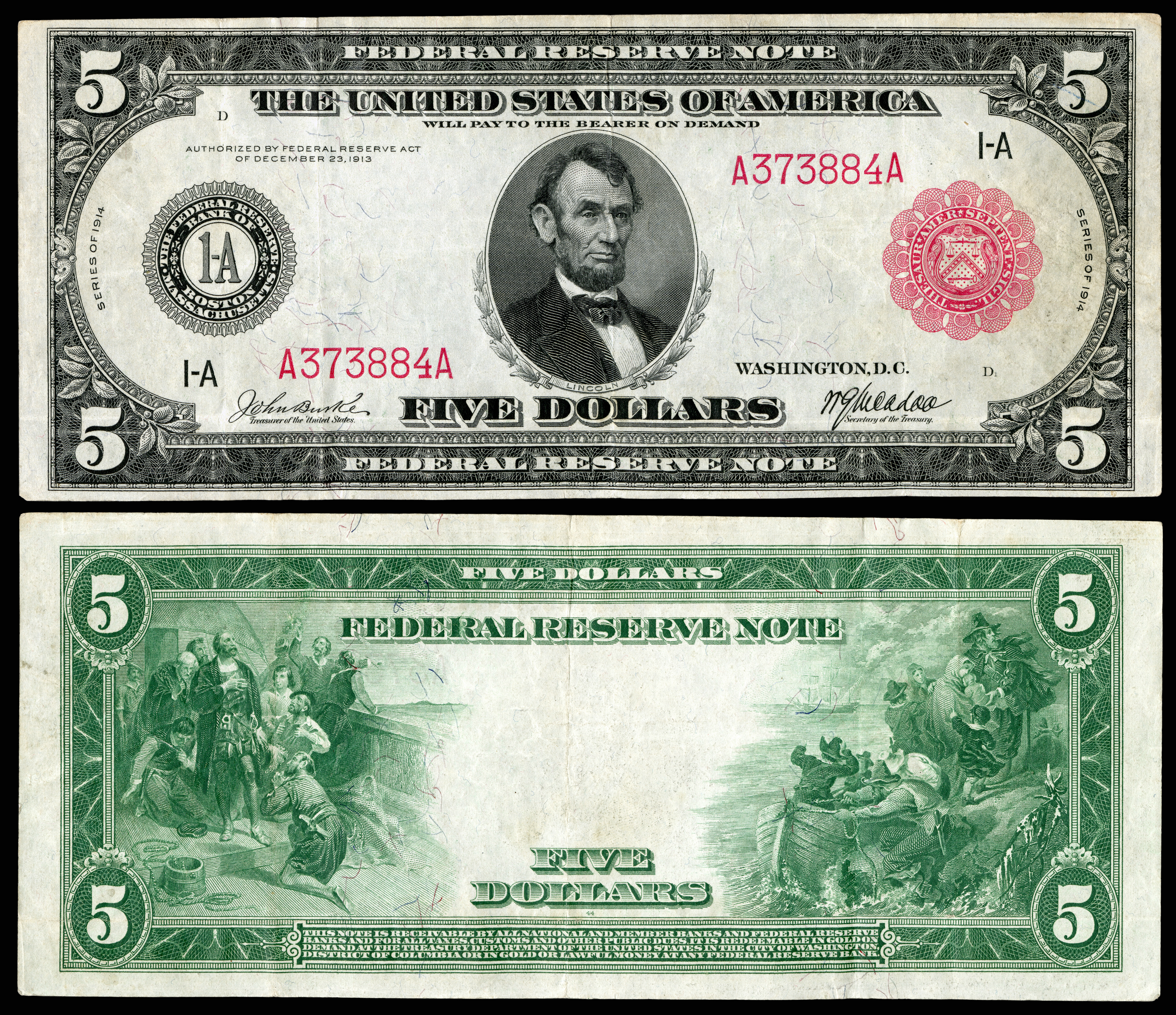
5 долларов 1914 года, выпущенные Федеральным резервным банком Бостона

Федеральный резервный банк Бостона, также известный как ФРС-Бостона, отвечает за Первый район Федерального резерва, который охватывает большое пространство Коннектикута (за исключением округа Фэрфилд), Массачусетс, Мэн, Нью-Гемпшир, Род-Айленд и Вермонт. Его штаб-квартира находится в здании Федерального Резервного Банка в Бостоне, Штат Массачусетс. Нынешний президент банка, Эрик Розенгрен, был назначен на этот пост в июле 2007 года. Банк описывает своё предназначение как содействие «экономическому росту и финансовой стабильности Новой Англии и нации».
Здание Федерального резервного банка Бостона в высоту имеет 614 футов (187 м), является 32-этажным зданием. Здание спроектировано архитектурной фирмой Хью Stubbins & Associates.
Федеральный резервный банк Бостона был создан в октябре 1914 года и открыт для бизнеса 16 ноября 1914 года. Банк расположился во временном помещении на углу Milk и Pearl Streets и имел штат из трёх руководителей и 14 служащих. 1 января 1915 года банк переехал в постоянный офис на 53-ю Стейт-стрит, ранее занимаемый Первым национальным банком Бостона. По мере того, как Федеральный резервный банк Бостона рос, занимаемого места стало не хватать, и было принято решение подыскать более удобное место для его акционеров и клиентов в лице крупных банков Бостона.
Но вскоре и в этом помещении стало не хватать места, и в 1919 году Резервный банк приобрел помещение на 95-й Milk Street и прилегающей к ней Pearl Street в собственность за 1 400 000 долларов, с фасадом на улицы Перл-Франклин и Оливера. В 1977 году Федеральный резервный банк Бостона переехал ещё раз, в новый офис по адресу 600 Atlantic Avenue, Boston, где и расположен по настоящее время.
В настоящее время Федеральный резервный банк Бостона, в рамках Федеральной резервной системы, способствует ценовой стабильности и устойчивого экономического роста в Новой Англии и нации. В поддержку этой функции экономисты банка разрабатывают рекомендации для Федеральной резервной системы, принимающей решения по денежно-кредитной политике и функционирования финансовых рынков. Они проводят новаторские исследования с целью углубленного понимания денежно-кредитной политики, национальной и региональной экономики, функционирования финансовых рынков и политики банковского надзора. Благодаря презентациям своих исследований, проведения конференций и осуществления консультационной деятельности, они делятся своими знаниями и опытом с другими специалистами, политиками и широкой общественностью.

## История Федерального резервного банка Бостона

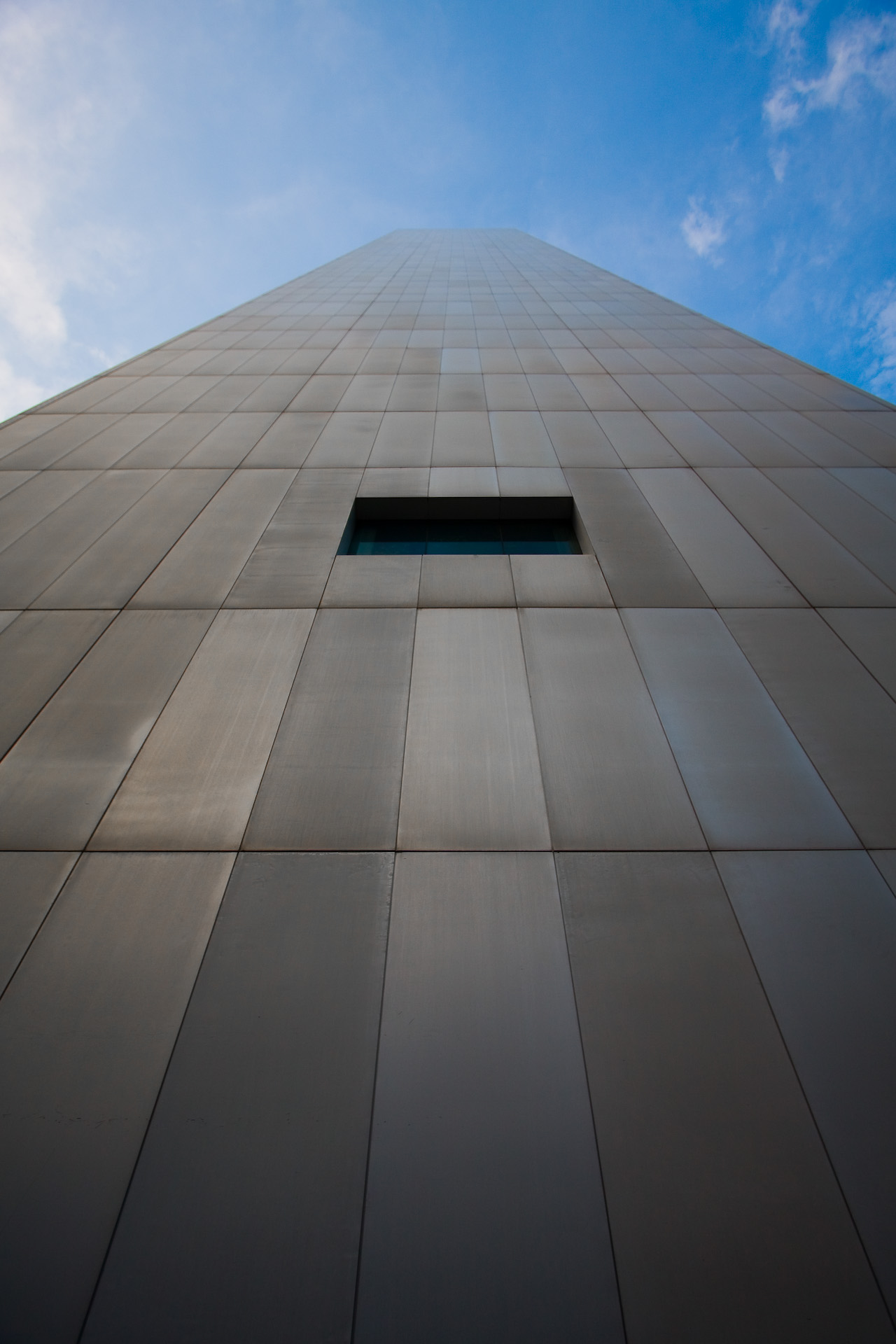
Вид на здание с улицы.

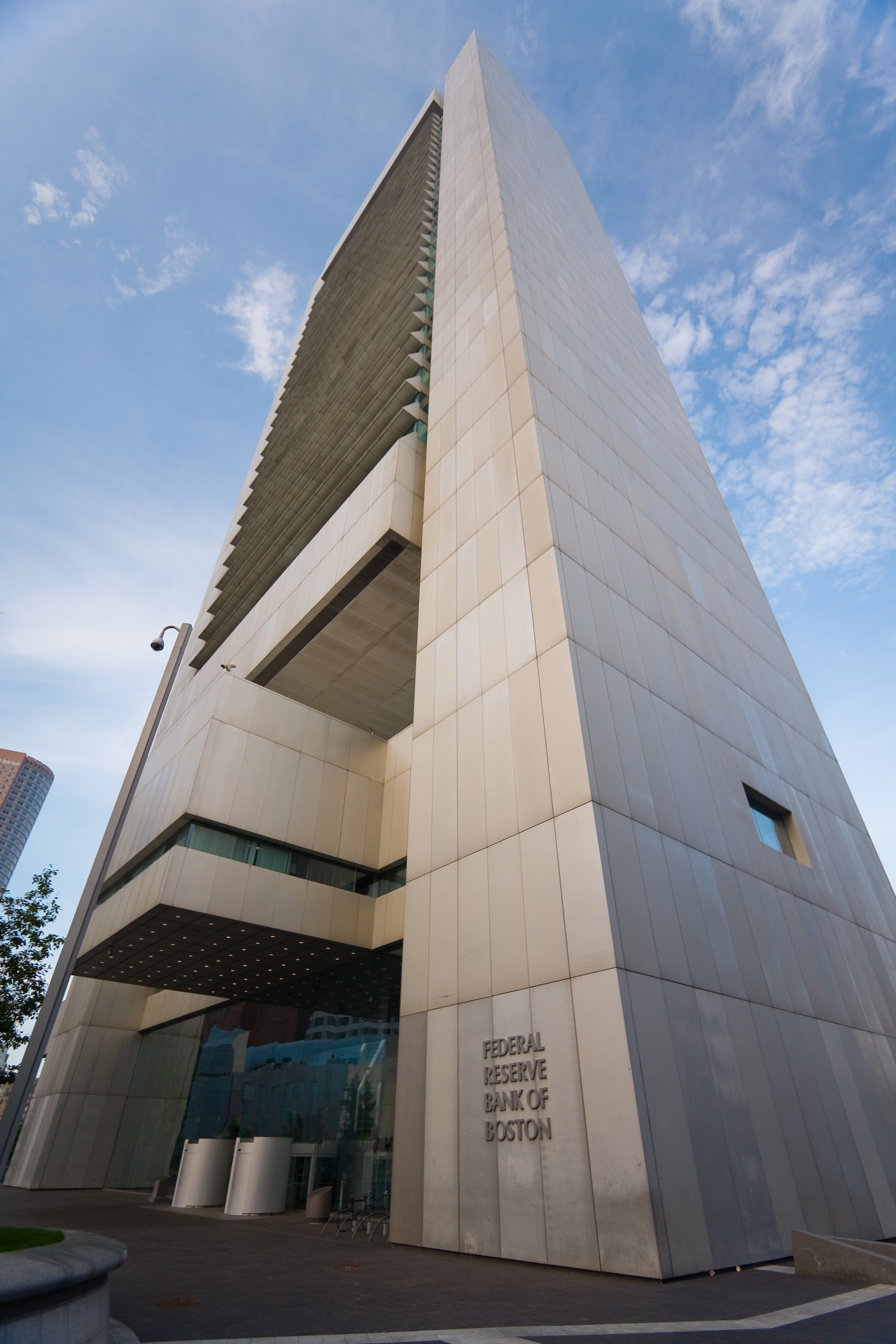
Здание Федерального резервного банка перед входом.

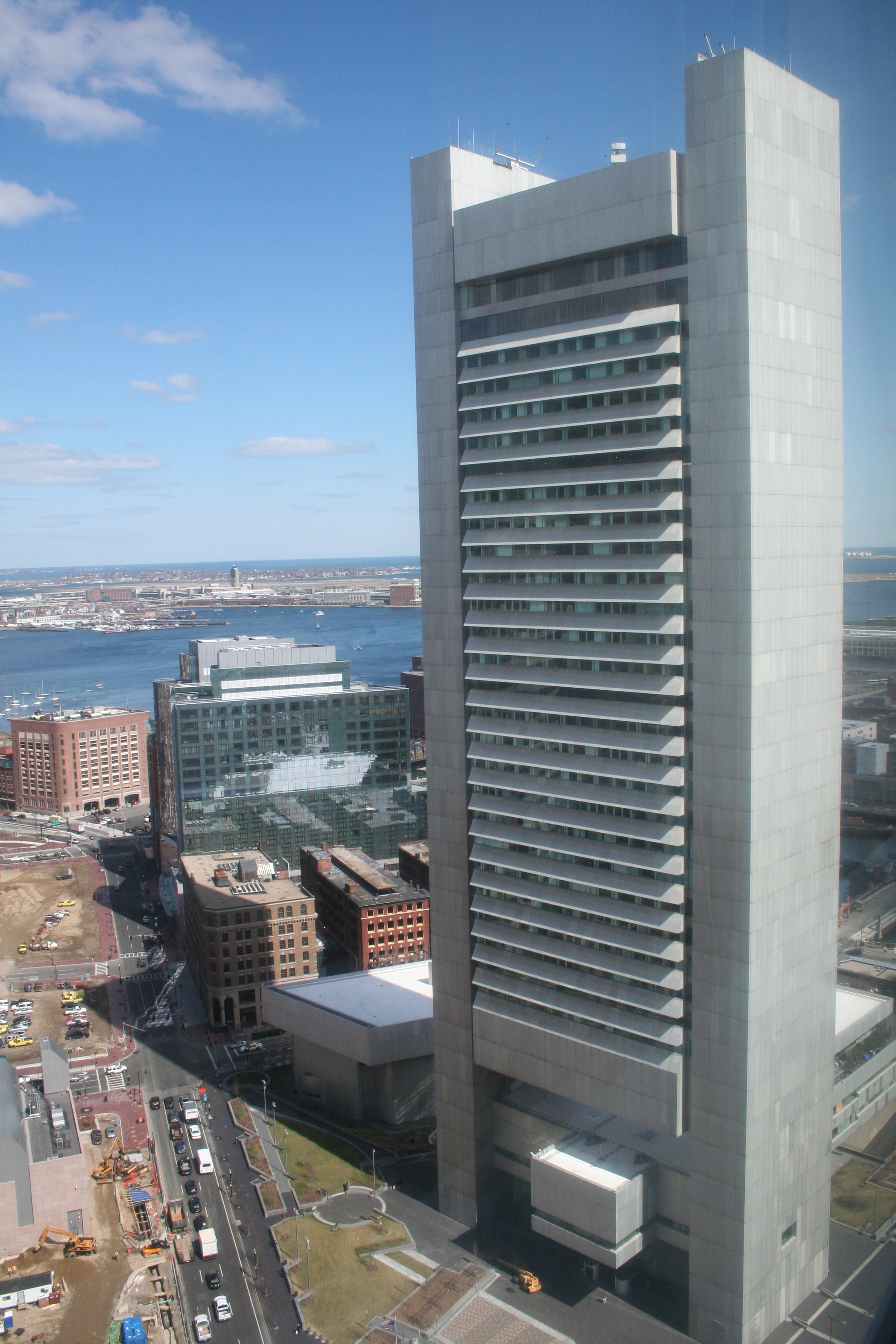
Здание Федерального резервного банка в центре Бостона.

23 декабря 1913 года стал действовать закон «о Федеральной резервной системе» и в течение следующего года 12 федеральных резервных банков были открыты для бизнеса. В Бостоне, США, а также 11 других федеральных резервных банков по всей территории страны, и Совет управляющих в Вашингтоне, округ Колумбия, стали представлять центральный банк всей страны. ФРБ Бостона находится в Первом федеральном резервном районе, которая включает шесть Штатов Новой Англии: Коннектикут (за исключением Fairfield County), штат Массачусетс, Мэн, Нью-Гемпшир, род-Айленд и Вермонт. Глава Федерального резервного банка Бостона впервые был назначен в октябре 1914 года.
Строительство нового здания Банка Бостона началось в 1920 году, а закончилось в 1922 году. Банк имел наружные стены из неотесанных гранитных камней на уровне земли и известняка. Интерьер имел расписанный купол потолка в переднем холле, позолоченые кессонные потолки и большие N.C. Wyeth фрески в главном вестибюле; мраморные дверные рамы и корпуса; от пола до потолка арочные окна на нижнем уровне. Большая конная статуя охраняла небольшую входную дверь, фонтан освещенный дневным светом также украшал здание банка. В 1977 году, ФРБ в Бостоне переехал ещё раз, на нынешнюю территорию на 600 Атлантик-авеню на площади Дьюи.
33-этажная офисная башня, привязанная к четырёх-этажному флигелю, была возведена в период с декабря 1972 года по ноябрь 1974 года. Архитекторы разработали башни офисного здания, которые поднимались из 140-метрового моста, в «подвешенном» состоянии в воздухе между двух конечных ядер. 600 тонн стало весить основное сооружение, которое называется «решетка», знаменующее собой начало башни «офис в воздухе».

### Хронология истории Федерального резервного банка Бостона
1910-е годы
23 декабря 1913 г. — Президент Вудро Вильсон в соответствии с Федеральным резервным законом указал «обеспечить создание федеральных резервных банков, предоставлявших гибкий обмен, чтобы установить более эффективный контроль за банковской деятельности в Соединенных Штатах Америки.»
16 ноября 1914 г. — Федеральный резервный банк Бостона открылся для работы в шести штатах Новой Англии. Банкиры, бизнесмены, политики, педагоги объединились при помощи оргкомитета для создания Резервного банка в Бостоне. Банк размещался в двух комнатах, работали там три руководителя и 14 клерков. 66 процентов всех коммерческих банков, в районе являлись банками-членами.
1920-е годы
1920 — Банк начинает строительство здания на 30 Pearl Street, который будет открыт в 1922 году.
В начале 1920-х годов большинство чиновников Федеральной резервной системы проводили на открытом рынке операции с ценными бумагами, в первую очередь, как источник дохода, а не в качестве инструмента для управления деньгами и кредитами. Каждый региональный банк делал свои покупки казначейских ценных бумаг и банковских акцептов. 1923 — Федеральный резервный банк Бостона открывает офис в Гаване, столице Кубы, в котором закладываются сетевые услуги для перечисления денежных средств, но в 1927 году они его закрывают.
1929 — Эдди Маккарти начинает работать в банке в качестве курьера, заработав $600 в год. Он будет работать в структуре банка в течение почти 70 лет, став для банка «глазами и ушами» на финансовых рынках.
1930-е годы
1932 — закон Гласса — Стиголла в 1932 году позволяет Резервному банку Бостона выдавать кредиты в банках-участниках системы на любом уровне безопасности. Работа резервного банка является удовлетворительной, и в необычных обстоятельствах даже позволяются выдаваться кредиты небанковским заемщикам. 1933 — Закон Гласса-Стигала 1933 года, накладывает существенные ограничения на возможности банков по участию в инвестиционно-банковской деятельности.
1935 — Закон о банках 1935 г. реструктурирует Федеральную резервную систему, вводя новую структуру, которая существует сегодня.
1940-е годы
Дефицит финансирования Второй мировой войны расширяется, Федеральная резервная система становится более активным покупателем казначейских долговых обязательств.
1950-е годы
Федеральная резервная система и банковская отрасль разрабатывает и реализует магнитные чернила для распознавания символов (MICR), что позволяет автоматически проверять обработку денег. Операции на открытом рынке стали основным инструментом для проведения денежно-кредитной политики, ставка дисконтирования и изменения резервных требований иногда используется в качестве добавки. В рамках исследования Джордж Эллис изучает потери текстильного и обувного производства в США и начинает пропагандировать идею о том, что регион должен специализироваться с высокой долей добавленной стоимости отраслей, касаясь его образовательных и интеллектуальных ресурсов.
1960-е годы
1961 — Джордж Эллис назначается президентом Федерального Резервного банка Бостона. 1968 — Фрэнк Моррис сменяет Джорджа Эллиса, на посту президента ФРБ Бостона. Резервные банки инициируют бумаги в бездокументарной форме.
1969 — Президент банка Фрэнк Моррис объединяет Boston Consulting group с хранилищем. Банк начинает планирование постройки нового здания и выбор места. Строительство на выбранном пространстве (Boston financial district) приводит к оживлению в районе Южного Вокзала.
1970-е годы
Банк выбирает своего первого вице-директора Кеннета Гускотта, который работает с 1974 по 1979 год, и первую женщину-руководителя, Кэрол Голдберг, которая работает с 1978 по 1982 гг. 1970 — Федеральный резерв формально принимает монетарные цели. Банковское руководство решает действовать с одной из банковских холдинговых компаний в соответствии с Федеральным руководством. ФРБ Бостона значительно расширяет круг своих обязанностей.
1972 — ФРБ Бостона устанавливает регистрацию региональных центров обработки данных.
1976 — По просьбе штата Массачусетс, который находится в финансовом кризисе, банк использует свой опыт для изучения государственного бюджета и баланса планов администрации. Исследователи и руководители банка едут в Нью-Йорк, чтобы положить конец беспорядку в своем финансовом доме. В 1977 году сотрудники банка переезжают в новое здание на 600 Атлантик-авеню.
1980-е годы
1980 — В дерегулировании депозитных учреждений и валютном контроле Закон требует, чтобы все депозитные учреждения держали резервы, и банки предлагали свои услуги для всех кредитных организаций. Этот Закон также применяет равномерные резервные требования для всех кредитных организаций, а также расширяет доступ к «дисконтному окну», наряду с другими положениями. Федеральный резервный банк Бостона начинает изучать возможности применения новейших технологий для проверки обработки данных.
1987 — 19 октября, индекс Dow Jones industrial average падает на 508 пунктов (на 22,6 процента). Федеральный Резерв уверяет всех в ликвидности рынков.
1989 — Фрэнк Моррис уходит; Ричард Сайрон становится президентом ФРБ Бостона.
1990-е годы
В конце 1980-х-начале 1990-х годов — период существенных проблем для банка, учитывая крайне бедственное положение состояния кредитных организаций и депрессию в экономике Новой Англии. Штаты берут на себя значительное количество банкротств банков. Введённые ими меры призваны обеспечить поддержание необходимых услуг и обеспечения упорядоченного урегулирования. 1994 — Совет Федеральной резервной системы реализует правила, которые требуют от банков принимать чеки, представленные до 8:00 утра включительно, без права наложения сборов и комиссии.
1994 — Кети Минехан заменяет Дика Сайрона на посту президента, став первой женщиной-президентом Федерального резервного банка Бостона. Президент Минехан продолжает активное сотрудничество с Бостонской публичной школой и Бостонской частной промышленностью, а также с профсоюзами.
1999 — Акт Грэмма-Лич-Блайли разрешает банкам, брокерским фирмам, страховым компаниям, в рамках новой партнерской компании, расширять перечень небанковской кредитно-финансовой деятельности. Закон также устанавливает защиту частной жизни потребителя.
2000-е годы
Столкнувшись со снижением проверки обработки, резервные банки внедрили процесс, который позволил им лучше соответствовать национальной инфраструктуре. Тринадцать офисов прекратили проверку обработки, в то время как два других расширили. 2004 — казначейство США выбрало Федеральный резервный банк Бостона для создания и поддержания систем и сетей для платформы казначейства Интернет-платежей (IPP), которая позволит государственным ведомствам в электронном виде обеспечить платежи товаров и услуг.
В начале 2005 года Центр поведенческой экономики открывается в ФРБ Бостона, чтобы получить лучшее понимание того, как принимаются экономические решения для выработки более эффективной политики. 2005 — Банк формирует общественно-политический Центр для политиков, политических аналитиков и общественности путем проведения высококачественных исследований по основным политическим вопросам, которые касаются региона. В первый год работы Центр занимался по вопросам водоснабжения, жилья и энергетики.
2006 — Проверка услуг Бостонского ФРБ перемещаются в Виндзор Локс, штат Коннектикут, где находится 34 % банка, проверяются тома, хранящиеся в электронном виде к концу года. 2007 — Мэр Томас Менино присоединяется к президенту Минехан в церемонии перерезания ленточки в недавно отремонтированных и весьма изменившемся Отеле в старом здании Федерального Резервного банка Бостона.
После почти 40 лет государственной службы в Федеральной Резервной системе, президент Минехан уходит; Эрик Розенгрен становится президентом ФРБ Бостона. 2008 — Банк организует семинары по взысканию и профилактике на стадионе Жилет в Фоксбору, штат Массачусетс. Примерно одна треть из 2000 заёмщиков, посетившие семинар получили какие-то изменения в своих ипотечных кредитах, чтобы избежать взыскания. Банк за одни выходные дни предоставляет 152 млрд долларов кредитов, обеспечивая столь необходимую ликвидность.
2009 — Банк предпринимает усилия, чтобы оживить город Спрингфилд, штат Массачусетс, который сталкивается с серьёзными проблемами бедности, безработицы и нарушения правопорядка в малообеспеченных районах. Банк работает совместно с торговой палатой Greater Boston для содействия стажировки таким образом, чтобы сохранить как можно больше выпускников колледжа в стенах банка и в качестве хозяев информационного мероприятия, которое привлекает около 300 участников, работающих в Greater Boston.
2010-е годы
2010 — В целях повышения эффективности работы органов управления бизнес-процессами Министерство финансов США одобряет значительное расширение банка в Интернет Платежной Платформы (IPP). В знак признания его стратегий, направленных на максимальное повышение операционной эффективности при минимизации воздействия на окружающую среду, ФРБ Бостона был удостоен престижной премии LEED-EB, как первый Банк в Федеральной резервной Системе.

## Действующий состав Совета директоров Федерального резервного банка Бостона
Следующие люди состоят в Совете директоров. Все сроки истекают 31 декабря. Структура Совета разделена на три класса по степени ответственности. Каждый банк Федеральной резервной системы Соединенных штатов имеет свой Совет управляющих, состоящий из девяти директоров и разбитый на классы А, В, и С, по три человека в каждом:
3 управляющих класса A выбираются банками-членами ФРС Соединенных штатов из числа собственных представителей (один от крупных банков, один от средних, один от малых). Класс А Совета директоров Федерального резервного банка Бостона:
| Имя            | Должность | Срок полномочий до |
| -------------- | --- | ------------------ |
| Питер Джадкинс | Председатель, Вице-президент и Главный исполнительный директор Сберегательный банк Франклина Фармингтон, штат Мэн | 2015               |
| Джозеф Хоули   | Председатель Совета директоров, Главный исполнительный директор State Street Corporation Бостон, Массачусетс      | 2016               |
| Майкл Такер    | Президент и Главный исполнительный директор Банк Гринфилда Гринфилд, Массачусетс                                  | 2017               |

3 управляющих класса B выбираются банками-членами ФРС Соединенных штатов Америки из числа людей, не работающих в банковской системе (один от крупных банков, один от средних, один от малых). Ни один из управляющих класса В не может быть должностным лицом, управляющим или служащим любого другого банка. Класс В совета директоров Федерального резервного банка Бостона:
| Имя              | Должность                                                                             | Срок полномочий до |
| ---------------- | ------------------------------------------------------------------------------------- | ------------------ |
| Роджер Берковитц | Президент и Главный исполнительный директор ЛЛС Бостон, Массачусетс                   | 2015               |
| Лаура Шен        | Президент и Главный исполнительный директор BJ’s Wholesale Club Уэстборо, Массачусетс | 2016               |
| Гари Готтлиб     | Главный исполнительный директор Партнеры по здоровью Бостон, Массачусетс              | 2017               |

3 управляющих класса C назначаются Советом управляющих ФРС США. Также как и управляющие класса В они не имеют права быть должностным лицом, управляющим, служащим, а также акционером любого другого банка. Класс С совета директоров Федерального резервного банка Бостона:
| Имя                                                 | Должность                                                                                             | Срок полномочий до |
| --------------------------------------------------- | --- | ------------------ |
| Кэтрин Д’Амато                                      | Президент и Главный исполнительный директор The Greater Boston Food Bank Бостон, Массачусетс          | 2015               |
| Джон Фиш заместитель председателя Совета директоров | Председатель и Главный исполнительный директор Suffolk Construction Company, Inc. Бостон, Массачусетс | 2016               |
| Уильям Нордхаус председатель Совета директоров      | Профессор экономики Йельский университет Нью-Хейвен, Коннектикут                                      | 2017               |

Директора обеспечивают доступ к экономической информации, несут широкую ответственность за надзор и следят за операциями своего банка. Совет директоров назначает президента банка и первого вице-президента с последующим утверждением Советом управляющих Федеральной резервной системы. Шесть директоров трёх классов, представляющих банковский сектор, а также три класса B — это избранных банков, которые являются членами Федеральной резервной системы Соединенных штатов Америки. Три класса C директоров назначаются Советом управляющих. Директора классов B и C представляют сельское хозяйство, торговлю, промышленность, потребителей, они не могут быть должностными лицами, директорами или сотрудниками банка, директора класса C не могут быть банковскими акционерами.